# Discriminación económica
La discriminación económica es la discriminación basada en factores económicos. Estos factores pueden incluir la disponibilidad de empleo, los salarios, los precios y la disponibilidad de bienes y servicios. Puede incluir la cantidad de fondos de inversión de capital disponibles por las minorías para negocios. También puede incluir  la discriminación contra los trabajadores, los consumidores y las empresas propiedad de minorías económicas.
No es lo mismo que la discriminación de precios, práctica según la cual los monopolistas (y en menor medida los oligopolistas y los competidores monopolistas) cobran distintos precios a diferentes compradores según su disposición a pagar.

## Historia
El reconocimiento de discriminación económica comenzó en la Ley de consolidación de cláusulas ferroviarias británicas, creada en 1845, que prohibía a un transportista común cobrarle más a una persona por el transporte de carga que a otro cliente por el mismo servicio. En el derecho decimonónico inglés y estadounidense, la discriminación se caracterizó como distinciones impropias en las transacciones económicas, además de la cuestión anterior en las cláusulas ferroviarias británicas, un hotelero que se rehúse caprichosamente a dar habitaciones a un cliente en particular constituiría una discriminación económica. Estas primeras leyes fueron diseñadas para proteger la discriminación de los protestantes que pueden discriminar a los católicos, o los cristianos que pueden discriminar a los judíos . 
A principios del siglo XX, la discriminación económica se amplió para incluir términos sesgados o desiguales contra otras compañías o empresas competidoras. En los Estados Unidos, la Ley Robinson-Patman (1936), que impide que los vendedores de productos básicos en el comercio interestatal discriminen el precio entre los compradores de productos de calidad y calidad similar, se diseñó para evitar que los fondos integrados verticalmente expulsen a los competidores más pequeños del mercado. A través de economías de escala . 
No sería hasta 1941, cuando el presidente de los Estados Unidos, Franklin D. Roosevelt, emitiera una orden ejecutiva que prohibiría la discriminación en el empleo por parte de una empresa que trabajaba bajo un contrato de defensa del gobierno, con la cual la discriminación económica adquirió los matices actuales, que es la discriminación contra las minorías económicas. Para 1960, las leyes antimonopolio y las leyes de comercio interestatal fueron las que lograron regular efectivamente la discriminación entre empresas, discriminación que fue tan problemática a finales del siglo XIX y a principios del siglo XX, pero el problema de la discriminación por motivos económicos contra las minorías se había generalizado.

## Causas
Existe una amplia gama de teorías relacionadas con las causas fundamentales de la discriminación económica. La discriminación económica es única de la mayoría de los otros tipos de discriminación porque solo una pequeña parte se debe al racismo, pero se debe a lo que se ha denominado "la realización cínica de que las minorías no son siempre sus mejores clientes". Hay tres causas principales por las que la mayoría de los teóricos económicos están de acuerdo en que son las causas principales, entre ellas: 

### Animosidad
El racismo, el sexismo, la discriminación por la [[Discriminación por edad] y el disgusto por la religión, la etnia o la [Nacionalidad de otra persona]] siempre han sido componentes de la discriminación económica, al igual que todas las demás formas de discriminación. 
Se afirma que la mayor parte de la discriminación en los Estados Unidos y en Europa es en términos de discriminación racial y étnica, principalmente negros e hispanos en los Estados Unidos y musulmanes en Europa . En la mayoría de las partes del mundo, las mujeres deben ocupar puestos más bajos, salarios más bajos y oportunidades limitadas de propiedad de la tierra, también incentivos económicos para ingresar a negocios o iniciarlos.
Esta forma de discriminación económica generalmente es realizada por cualquier grupo que se considere "en el poder" en ese momento. Por ejemplo, en Estados Unidos, a menudo se considera que la discriminación es la provincia de los caucásicos, mientras que en Arabia Saudita, los hombres son considerados discriminatorios. Un estudio sugiere que el aumento en las demandas de igualdad de oportunidades ha reducido en gran medida este tipo de discriminación en los Estados Unidos.

### Costo / ingresos
Existe un cierto costo de oportunidad al tratar con algunas minorías, particularmente en naciones altamente divididas o en países donde se tolera la discriminación. 
Una segunda razón común para este tipo de discriminación es cuando el trabajador o el consumidor no es rentable. Por ejemplo, algunas tiendas en el noroeste de los EE.UU no almacenan alimentos étnicos, a pesar de las solicitudes, porque consideran que el costo es demasiado alto para un rendimiento demasiado bajo.

### Eficiencia
En algunos casos, las minorías son discriminadas simplemente porque es ineficiente hacer un esfuerzo concertado en una asignación justa. Por ejemplo, en los países donde las minorías constituyen una parte muy pequeña de la población, o en promedio tienen menos educación que el promedio de la población, rara vez se intenta centrarse en el empleo de las minorías. 
De acuerdo con estudios recientes, la Ley de Igualdad de Oportunidades en el Empleo en los Estados Unidos ha logrado reducir este tipo de razón para la discriminación.
Las relaciones entre teoría económica, eficiencia y discriminación, o "gustos discriminatorios"  son mucho más problemáticas.

## Formas
Hay varias formas de discriminación económica. La forma más común de discriminación es la desigualdad salarial, seguida de prácticas de contratación desiguales. Pero también hay discriminación contra consumidores minoritarios y empresas minoritarias en varias áreas, y discriminación religiosa o étnica en países fuera de los Estados Unidos.

### Contra los trabajadores
La mayoría de las formas de discriminación contra las minorías implican salarios más bajos y prácticas de contratación desiguales. 

#### Discriminación salarial
Varios estudios han demostrado que en los Estados Unidos varios grupos minoritarios incluidos hombres y mujeres negras, hombres y mujeres hispanas y también mujeres blancas sufren una disminución de los ingresos salariales para el mismo trabajo con los mismos niveles de desempeño y responsabilidades que machos blancos. Los números varían enormemente de un estudio a otro, pero la mayoría indica una brecha de 5 a 15% menos de ingresos en promedio, entre un hombre blanco y un hombre negro o hispano o una mujer de cualquier raza con antecedentes y calificaciones educativas equivalentes.
Un estudio reciente indicó que los salarios de negros en los EE. UU han fluctuado entre el 70% y el 80% de los salarios blancos durante todo el período de 1954 hasta1999, y que los aumentos salariales durante ese período para los negros y las mujeres blancas aumentaron a la mitad de la tasa de la de los machos blancos. Otros estudios muestran patrones similares para los hispanos. Los estudios con mujeres encontraron tasas similares o incluso peores.
En el extranjero, otro estudio indicó que los musulmanes ganaban casi un 25% menos en promedio que los blancos en Francia, Alemania e Inglaterra, mientras que en América del Sur, los negros de raza mixta ganaban la mitad de lo que ganaban los hispanos en Brasil.
La mayoría de la discriminación salarial está enmascarada por el hecho de que tiende a ocurrir en puestos de baja remuneración e involucra a minorías que pueden sentirse no capaces de presentar una demanda por discriminación o presentar una queja o una denuncia 
.  
En Reino Unido el 10 de octubre de 2018, la primera ministra Theresa May, inició una consulta de tres meses con las empresas en la cual las grandes empresas tendrían que informar la brecha salarial entre el personal de diferentes etnias

#### Contratación de discriminación
La discriminación en el empleo es similar a la discriminación salarial en su patrón. Por lo general, consiste en que los empleadores optan por contratar a un candidato de cierta raza en lugar de un candidato de minoría, o un candidato de sexo masculino en lugar de una candidata femenina, para ocupar un puesto. Un estudio de patrones de empleo en los Estados Unidos indicó que el número de casos de discriminación en la contratación se ha multiplicado por cinco en los últimos 20 años. Sin embargo, su porcentaje como una fracción total de las contrataciones de la fuerza laboral ha disminuido casi toda. 
Con las leyes rígidas contra la discriminación en la contratación, las empresas son muy cuidadosas con respecto a quiénes contratan y a quiénes no. 
Aun así, los estudios han demostrado que es más fácil para un hombre blanco conseguir un trabajo que para un hombre de color igualmente calificado o una mujer de cualquier raza. Se intercambian muchos puestos, donde una empresa ocupa un puesto con un trabajador y luego los despide y contrata a una nueva persona, repitiendo hasta que encuentren a alguien que sientan que es "adecuado", que a menudo no es una minoría.
Si bien la discriminación por contratación es el aspecto más visible de la discriminación económica, a menudo es el más raro. Las medidas cada vez más fuertes contra la discriminación han hecho que la discriminación en la contratación sea mucho más difícil para los empleadores. Sin embargo, este es solo el caso en los acuerdos formales de contratación, con corporaciones u otros sujetos a escrutinio público y general. La contratación privada, como los aprendizajes de electricistas, fontaneros, carpinteros y otros oficios se desglosa casi por completo en términos raciales, casi ninguna mujer en estos campos y la mayoría de las minorías capacitan a los de su propia raza.

### Contra los consumidores
La mayoría de la discriminación contra los consumidores se ha reducido debido a leyes más estrictas contra tales prácticas, pero aún continúa, tanto en los Estados Unidos como en Europa. Las formas más comunes de tal discriminación son la discriminación de precios y servicios. 

#### Discriminación basada en precios
La discriminación basada en el precio es cobrar precios diferentes por bienes y servicios a diferentes personas según su raza, etnia, religión o sexo. No debe confundirse con el concepto económico separado de discriminación de precios . La discriminación basada en el precio incluye, pero no se limita a: 
- Mayores costos por servicios básicos (salud, reparación, etc.). )
- Aumento en los costos de los cargos por viáticos (como cobrar a una persona $ 40 mientras que cobrar a otra $ 100 por el mismo servicio proporcionado)[12]
- No ofrecer ofertas, rebajas, etc. a minorías.
- Tasas más altas de seguro para minorías.

La mayoría de los cargos de discriminación basados en el precio son difíciles de verificar, sin documentación significativa. Los estudios indican que menos del 10% de toda la discriminación basada en el precio se reporta a cualquier autoridad o organismo regulador, y gran parte de esto se debe a demandas colectivas. Además, aunque varios servicios de monitoreo y grupos de interés de los consumidores se interesan en esta forma de discriminación, hay muy poco que puedan hacer para cambiarla. La mayor parte de la discriminación basada en el precio ocurre en situaciones donde el negocio no tiene una lista de precios estandarizada con la que se pueda comparar. En el caso de los cargos por viáticos, esto se puede ocultar fácilmente, ya que pocos consumidores pueden intercambiar estimaciones y tasas de trabajo, e incluso si lo hacen, la empresa en cuestión puede afirmar que los servicios prestados tuvieron diferentes costos, condiciones de referencia, etc. 
La discriminación basada en el precio en áreas donde no se ofrecen ofertas especiales puede justificarse limitándolas a aquellas con calificaciones crediticias sólidas o con negocios anteriores con la empresa en cuestión. 

#### Discriminación de servicios
Si bien la discriminación de precios menciona los servicios, la discriminación en los servicios es cuando ciertos servicios no se ofrecen a las minorías o solo se ofrecen versiones inferiores. Según al menos un estudio, la mayoría de la discriminación de los consumidores cae en esta categoría, ya que es más difícil de verificar y probar. Algunas afirmaciones de discriminación han incluido: 
- Ofreciendo solo planes de alto costo para seguros o rechazo para cubrir a las minorías
- Negarse a ofrecer financiación a las minorías.
- Negación de servicio

### Contra las empresas
Las empresas propiedad de minorías también pueden experimentar discriminación, tanto de proveedores como de bancos y otras fuentes de financiamiento de capital. En los EE. UU., existen beneficios fiscales e incluso beneficios de relaciones públicas al tener negocios propiedad de minorías por lo que la mayoría de los casos ocurren fuera de los Estados Unidos.
Las mujeres de color están iniciando negocios a tasas de tres a cinco veces más rápidas que todas las demás empresas, según un artículo de Babson college sobre "El estado de las empresas propiedad de mujeres de color" (Comunicado de prensa). Newswise. 9 de mayo de 2008. Consultado el 5 de diciembre de 2008 .  Sin embargo, una vez en el negocio, su crecimiento está por detrás de todas las demás empresas, de acuerdo con los resultados de un estudio de varios años realizado por el Centro para la Investigación de Negocios de la Mujer en asociación con Babson College que explora el impacto de la raza y el género en el crecimiento de las empresas de su propiedad. Por mujeres que son afroamericanas, asiáticas, latinas y otras etnias. 

#### Discriminación de uso discreto
Esta forma de discriminación abarca a los proveedores que proporcionan productos de calidad inferior a una empresa, o que el precio incumple a la empresa en las compras y el reabastecimiento de pedidos. 

#### Discriminación de capital de inversión
Una fuente más importante de discriminación percibida es en los mercados de inversión de capital. Con frecuencia, se acusa a los bancos de no otorgar préstamos y otros diferentes soportes financieros a las empresas propiedad de minorías del interior de la ciudad . La mayoría de las investigaciones indican que la industria bancaria en su conjunto es sistemática en su abuso del sistema legal para evitar préstamos de "alto riesgo" a las minorías, señalando que los bancos no pueden proporcionar datos que respalden sus afirmaciones de que niegan dichos préstamos a un alto fracaso.
Por otro lado, la mayoría de las instituciones financieras y algunos economistas creen que, con demasiada frecuencia, los bancos son acusados injustamente de discriminación contra las empresas propiedad de minorías cuando dichos negocios simplemente no valen ese riesgo crediticio, y que a nadie le parecería discriminatoria esa decisión si el negocio no era propiedad de minorías. Estas acusaciones de racismo inverso o análisis perjudicial son una fuente de controversia en el estudio de la discriminación económica.

## Discriminación económica global
Un número creciente de economistas y teóricos del comercio internacional han sugerido que la discriminación económica va más allá de los límites de los individuos o las empresas. Las formas de discriminación económica a mayor escala y las de mayor alcance afectan a naciones enteras o regiones globales. Muchos consideran que un sistema económico mundial abierto (globalización), que incluye organismos mundiales como el Fondo Monetario Internacional (FMI), el Banco Mundial y el Banco Internacional para la Reconstrucción y el Desarrollo (BIRF), pone a los países en riesgo mediante la práctica de técnicas explícitamente discriminatorias como la negociación bilateral y regional, así como las balanzas comerciales asimétricas y el mantenimiento de mano de obra barata. Las políticas comerciales como el Tratado de Libre Comercio de América del Norte (TLCAN) y el Acuerdo General sobre Aranceles Aduaneros y Comercio (GATT) a menudo se consideran medidas financieras que sirven para oprimir económicamente a las naciones del tercer mundo .
Esto podría incluir: 
- Términos desfavorables para el apoyo monetario de las instituciones bancarias mundiales.
- Diplomacia coercitiva para suplantar a los líderes locales, regionales o nacionales a favor de quienes actuarán según lo exijan los inversionistas extranjeros[17]
- Aumento de los precios por suministros médicos y básicos a las naciones por motivos étnicos o religiosos.
- Negativa de acuerdos comerciales
- Acuerdos comerciales restrictivos